# Бирманская империя
Бирманская империя (Бирманское царство) — государство, существовавшее с 1752 по 1885 год как период династии Конбаун.

## История
В 1752 году бирманская империя Таунгу окончательно пала под ударами монского государства Возрождённое Хантавади. Последний правитель Бирмы был увезён в монскую столицу Пегу, а верхний эшелон бирманской элиты подчинился монскому правителю.
Однако вскоре бирманский народ поднялся на борьбу с монской властью. Правитель округа Моксобо Маун Аун Зея собрал население подвластных ему 46 деревень в построенное в Моксобо укрепление, сжёг окрестные поселения, засыпал колодцы и ручьи, вырубил деревья и уничтожил все посадки в радиусе десяти километров, превратив окрестности Моксобо в пустыню, где вражеская армия не могла найти приюта и пропитания. Аун Зея отбил атаки монов на Моксобо, после чего к нему стали стекаться крестьяне, ремесленники, солдаты и бывшие чиновники со всей страны. В 1753 году Аун Зея провозгласил себя правителем Бирмы и принял тронное имя Алаунпхая, а Моксобо, переименованный в Шуэбо, сделал новой столицей. Затем Алаунпхая нанёс поражение монскому наместнику Талабану под Шуэбо и разгромил шанов, лишив монов союзника в центральной Бирме.
В конце 1753 года Алаунпхая взял Аву, а в 1754 году двинулся на юг, предварительно поставив под свой контроль шанские районы к северу от Авы и пополнив войска шанскими отрядами. В феврале 1755 года он полностью освободил территорию, населённую бирманцами, а в 1757 году захватил и разрушил столицу монов Пегу, завершив тем самым борьбу за объединение Бирмы. В 1759 году он подавил восстание монов в дельте Иравади, и совершил победоносный поход в Манипур, поставив это княжество в вассальную зависимость от Бирмы.
В ноябре 1759 году бирманские войска высадились на острове Негрэ, за шесть лет до этого захваченном англичанами, перебили английский гарнизон и вернули остров Бирме. Британская Ост-Индская компания была вынуждена ликвидировать также факторию в Бассейне и на долгие годы прервать официальные отношения с Бирмой.
В 1760 году Алаунпхая предпринял завоевательный поход в Сиам. Однако во время осады столицы страны Аютии был ранен (или заболел), начал отступление и скончался на обратном пути.